# Перевередів
Переве́редів — село в Україні, у Млинівській селищній громаді Дубенського району Рівненської області. Населення становить 380 осіб.

## Географія
Клімат села помірно-вологий і теплий. Літо не жарке, з достатньою кількістю опадів. Селом протікає річка Безіменна, яка впадає у річку Ікву.

## Історія
Щодо назви села, то існує кілька версій. Зокрема, було в староруській мові таке слово прівредіє — «стремління, страсть». Українське привереда означає «вередлива людина», привереди — «невиправданні бажання, примхи», вередливий — «який капризує, постійно має примхи, непостійний мінливий».
 Вперше село згадано під назвою Привередов, як власність Грицька Привередовського в описі Луцького замку 1545 року.
У середині XVIII ст. в селі жив іконописець Григорій, автор ікони Божої Матері, яка стала чудотворною (знаходиться в храмі с. М'ятин).
У 1879 році в селі збудовано дерев'яну церкву Успіння Пресвятої Богородиці, а колишню церкву переобладнано в капличку.
У 1906 році село Млинівської волості Дубенського повіту Волинської губернії. Відстань від повітового міста 18 верст, від волості 6. Дворів 72, мешканців 584.
7 (20) листопада 1917 року, відповідно до Третього Універсалу Української Центральної Ради, увійшло до складу Української Народної Республіки.
У 30-х рр. ХХ ст. в селі активно діяв осередок товариства «Просвіта». Тут частими були театралізовані дійства, зокрема ставили вистави за творами І. Карпенка-Карого, М. Кропивницького та ін. Глядачів не бракували — приходили люди з навколишніх сіл Смордва, Остріїв, Береги, Бокійма.
У 1939 в селі створили колгосп, куди записалось 30 чоловік.
В роки Другої світової війни село серйозно постраждало, а в 1944 році тут йшли запеклі бої.
У повоєнний період колгосп відбудували, а у 1945 році створили молочнотоварну ферму, свиноферму. У 1950 році перевередівський та берегівський (с. Береги) колгоспи об'єднали.
Перевередівська земля зберігає чимало таїн далекого минулого. Окремі пласти цієї тайни підняли археологи. Ось що з цього приводу розповів відомий дослідник минувшини, доктор історичних наук зі Львова Ігор Кирилович Свєшніков:
|  | «Справді, чимало цікавих предметів знайдено у Перевередові, де в 1975 і 1977 роках проводились розкопки Інститутом суспільних наук АН УРСР. Розкопками стверджено, що на початку бронзової доби, тобто 3,5-4 тисячі років тому було поселення на людей на високому березі Ікви. Поселення це відноситься до племен, які насиляли територію Рівненщини, Волині і частково Польщі. Цікавим спостереженням розкопок було те, що в Перевередові вдалося виявити контакт двох груп племен початку бронзової доби. Одна, яка жила в цих місцях, І друга, яка посунулась з півдня і залишила пам'ятки так званої багатоваликової кераміки. Ця назва походить від того, що люди прикрашали глиняний посуд багатьма рельєфними валиками, що надавало йому характерного вигляду. В Перевередові знайдено два житла, які були частково заглиблені в землю, ділянки для вогнищ і господарські ями. На території цих жител стверджено залягання пам'яток, в основному глиняного посуду. Досі ми думали, що племена так званої культури багатоваликової кераміки жили в південній частині Подніпров'я, а ось після розкопок в Перевередові виявлено, що вони просунулись на північний захід, включаючи і тутешні місцини». |

12 червня 2020 року, відповідно до розпорядження Кабінету Міністрів України № 722-р від «Про визначення адміністративних центрів та затвердження територій територіальних громад Рівненської області», увійшло до складу Млинівської селищної громади.
19 липня 2020 року, в результаті адміністративно-територіальної реформи та ліквідації Млинівського району, село увійшло до складу Дубенського району.

## Населення

### Мова
Розподіл населення за рідною мовою за даними перепису 2001 року:
| Мова       | Кількість | Відсоток |
| ---------- | --------- | -------- |
| українська | 440       | 99.77%   |
| російська  | 1         | 0.23%    |
| Усього     | 441       | 100%     |

## Органи влади
Село Перевередів до 2016 року знаходилося у підпорядкуванні Берегівської сільської ради. З 2016 у Млинівській селищній громаді

## Медицина
Фельдшерсько-акушерський пункт с. Перевередів .

## Культура
- Бібліотека

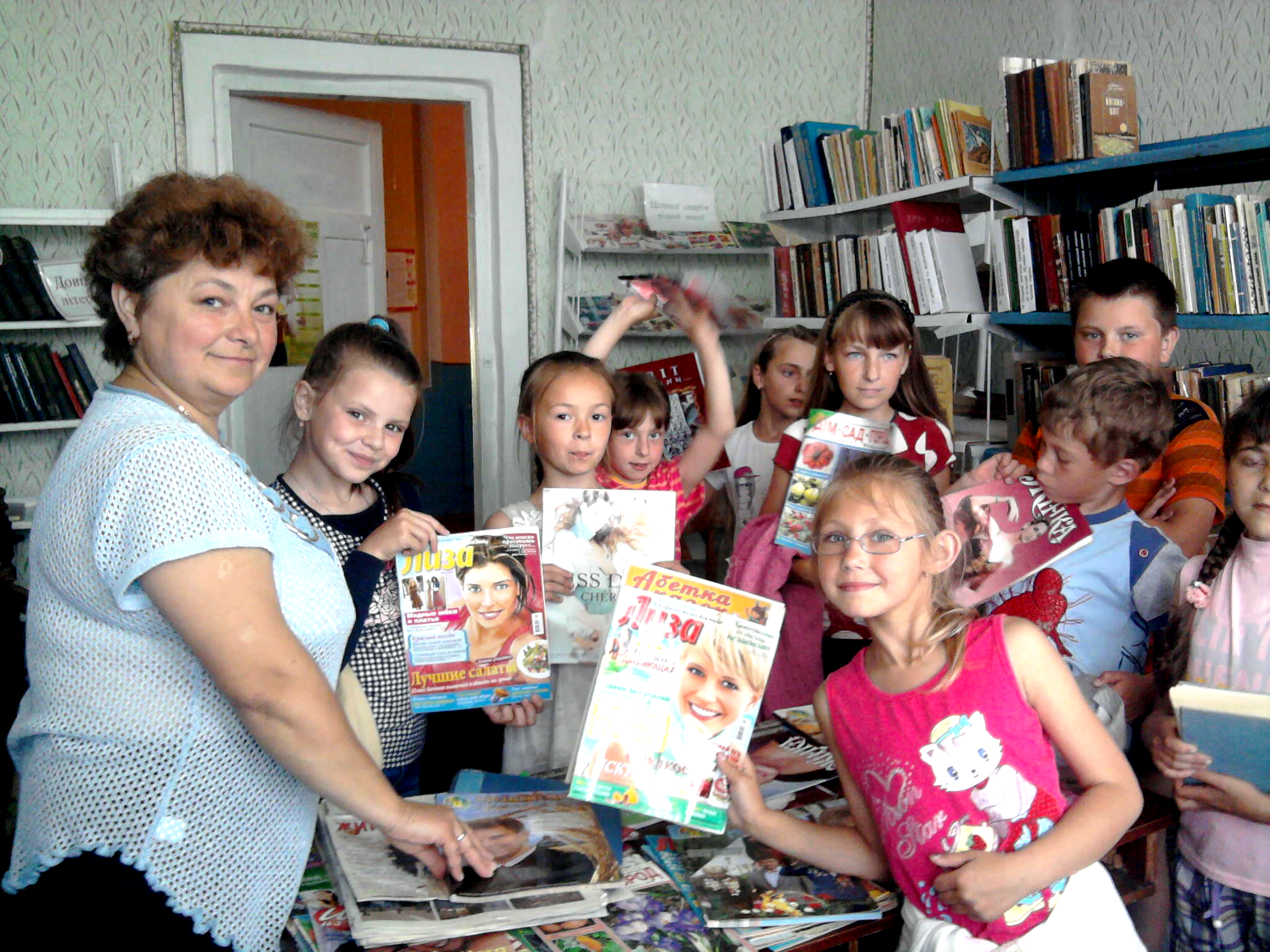
Нові надходження до бібліотеки

Літопис Перевередівської бібліотеки бере свій початок від перших повоєнних років. Першими працівниками були Євгенія Анатоліївна Станіславчик, пізніше — Людмила Оксентівна Ничипурук. Спочатку бібліотека знаходилась у маленькому будиночку на дві кімнати, а фонд займав чотири книжкових шафи.
В 1974 році сільську бібліотеку перемістили у новобудова приміщення ФАПу. Тут для бібліотеки виділили три кімнати: дитяча кімната, книжковий фонд та читальний зал. 
З січня 2001 року бібліотекарем в сільській бібліотеці с. Перевередів працює Громик Євгенія Георгіївна.
Сьогодні бібліотека обслуговує 320 користувачів, до послуг яких зручний читальний зал та дитяча кімната. Бібліотечний фонд налічує понад 6,5 тисяч примірників. Для користувачів організовуються тематичні книжкові вистави, презентації книг (зокрема місцевого автора Феодосія Яковича Кісільчука), перегляди літератури, заходи з пропагування здорового способу життя.

## Релігія
Церква Успіння Пресвятої Богородиці Українська Православна церква Київського патріархату